# Uwe Bewersdorf
Uwe Bewersdorf (* 4. November 1958 in Freital) ist ein deutscher Eiskunstläufer, der im Paarlauf für die DDR startete.

## Karriere
Mit sieben Jahren begann Bewersdorf mit dem Eiskunstlaufen bei der BSG Post Dresden. Die Sektion dieser BSG ging 1972 an die BSG Verkehrsbetriebe Dresden über. Deren entsprechende Sektion wurde schließlich an den SC Einheit Dresden angegliedert, für den er dann auch antrat. Er trainierte bei Uta Hohenhaus. Seine Eiskunstlaufpartnerin war Manuela Mager.
1977 und 1978 wurden Uwe Bewersdorf und Manuela Mager DDR-Meister. 1977 hatten sie auch ihr Debüt bei den bedeutenden internationalen Turnieren. Bei der Europameisterschaft in Helsinki wurden sie Vierte und bei der Weltmeisterschaft in Tokio Fünfte. Bereits 1978 konnten sie ihre ersten Medaillen gewinnen. Bei der Europameisterschaft in Straßburg gewannen sie die Bronzemedaille hinter den sowjetischen Paaren Irina Rodnina und Alexander Saizew sowie Marina Tscherkassowa und Sergei Schachrai und in Ottawa wurden sie Vize-Weltmeister hinter Rodnina/Saizew. 1979 bestritten sie keine Wettbewerbe. 1980 reichte es für sie als amtierende DDR-Vizemeister hinter Sabine Baeß und Tassilo Thierbach bei der Europameisterschaft nur zum fünften Platz. Wenig später gewannen Bewersdorf und Mager allerdings olympisches Bronze in Lake Placid und wurden nach dem Rücktritt von Rodnina/Saizew Vize-Weltmeister in Dortmund hinter Tscherkassowa und Schachrai.
Das Paar Mager/Bewersdorf war das erste Paar der Welt, das in einem Wettbewerb den dreifachen Wurfrittberger zeigte. Weil Manuela Mager ihre Eiskunstlaufkarriere 1980 beendete, musste Bewersdorf sich eine neue Partnerin suchen. So trainierte er anschließend mit Marina Schulz. Das Paar konnte sich jedoch nicht für internationale Meisterschaften qualifizieren.
Uwe Bewersdorf studierte an der DHfK Leipzig. Er ist heute Bilanzbuchhalter in Baden-Württemberg.
Sein Nachname wird manchmal auch Bewersdorff, also mit Doppel-f, geschrieben. Das ist die Folge eines fehlerhaften behördlichen Verwaltungsaktes. Seine Eltern werden nur mit einem f geschrieben.

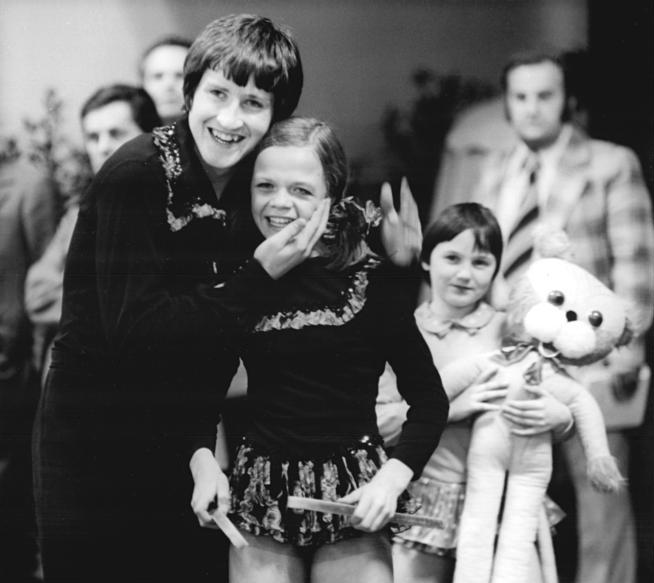
Uwe Bewersdorf und Manuela Mager beim Pokal der Blauen Schwerter 1974

## Ergebnisse

### Paarlauf

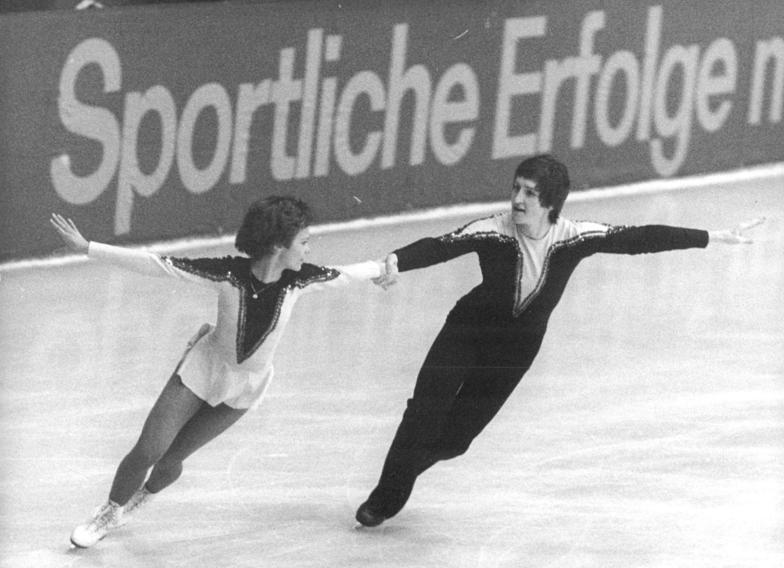
Uwe Bewersdorf und Manuela Mager bei den DDR-Meisterschaften 1979

(mit Manuela Mager)
| Wettbewerb / Jahr       | 1977 | 1978 | 1979 | 1980 |
| ----------------------- | ---- | ---- | ---- | ---- |
| Olympische Winterspiele |      |      |      | 3.   |
| Weltmeisterschaften     | 5.   | 2.   |      | 2.   |
| Europameisterschaften   | 4.   | 3.   |      | 5.   |
| DDR-Meisterschaften     | 1.   | 1.   |      | 2.   |